# 银胸丝冠鸟
银胸丝冠鸟（学名：Serilophus lunatus），是阔嘴鸟科丝冠鸟属的一种，分布于老挝、孟加拉国、不丹、中国大陆、越南、印度、泰国、印度尼西亚、缅甸、马来西亚、尼泊尔和柬埔寨。全球活动范围约为1,220,000平方千米。该物种的保护状况被评为无危。
银胸丝冠鸟的平均体重约为31.6克。栖息地包括亚热带或热带的湿润低地林、乡村花园、亚热带或热带的湿润山地林和耕地。该物种的模式产地在缅甸仰光。

## 亚种
- 银胸丝冠鸟滇南亚种（学名：Serilophus lunatus elisabethae）。分布于缅甸、越南、老挝、泰国以及中国大陆的云南、广西等地。该物种的模式产地在云南河口。[3]
- 银胸丝冠鸟海南亚种（学名：Serilophus lunatus polionotus），是中国的特有物种。分布于海南等地。该物种的模式产地在海南岛五指山。[4]